# Čestín
Čestín település Csehországban, a Kutná Hora-i járásban. Čestín Petrovice II, Chlístovice, Kácov, Zbraslavice, Řendějov és Sudějov településekkel határos. Lakosainak száma 464 fő (2024. január 1.).

## Népesség
A település lakosságának változását az alábbi diagram mutatja:
| Lakosok száma | 2352 | 2156 | 1761 | 1177 | 713  | 455  | 434  | 420  | 436  | 464  |
|               | 1869 | 1890 | 1921 | 1950 | 1980 | 2001 | 2017 | 2019 | 2022 | 2024 |